# Thiên nga kèn
Thiên nga kèn (tiếng Anh: trumpeter swan (Cygnus buccinator)) là loài thiên nga sống ở khu vực Bắc Mỹ. Đây là loài chim còn tồn tại có khối lượng nặng nhất, nó cũng là loài lớn nhất trong bộ Ngỗng với sải cánh đạt chiều dài có thể vượt quá 3 mét. Nó là bản thể châu Mỹ và là loài có họ gần gũi với Thiên nga lớn (Cygnus cygnus) của lục địa Á-Âu, thậm chí đã được một số nhà chức trách coi là cùng một loài. Đến năm 1933, chỉ còn chưa đến 70 con thiên nga kèn hoang dã được biết đến là đang tồn tại và loài bị đe dọa tuyệt chủng nghiêm trọng, cho đến khi các cuộc khảo sát trên không tình cờ phát hiện ra một quần thể thiên nga kèn ở tây bắc Thái Bình Dương gồm vài nghìn cá thể ở lưu vực sông Copper của Alaska. Nhờ đó, giúp các cơ quan động vật hoang dã và Hội Thiên nga Kèn đánh giá lại một cách cẩn thận loài này, và qua đó giúp dần dần khôi phục quần thể thiên nga kèn hoang dã ở Bắc Mỹ gia tăng số lượng đến 46.000 con vào năm 2010.

## Mô tả

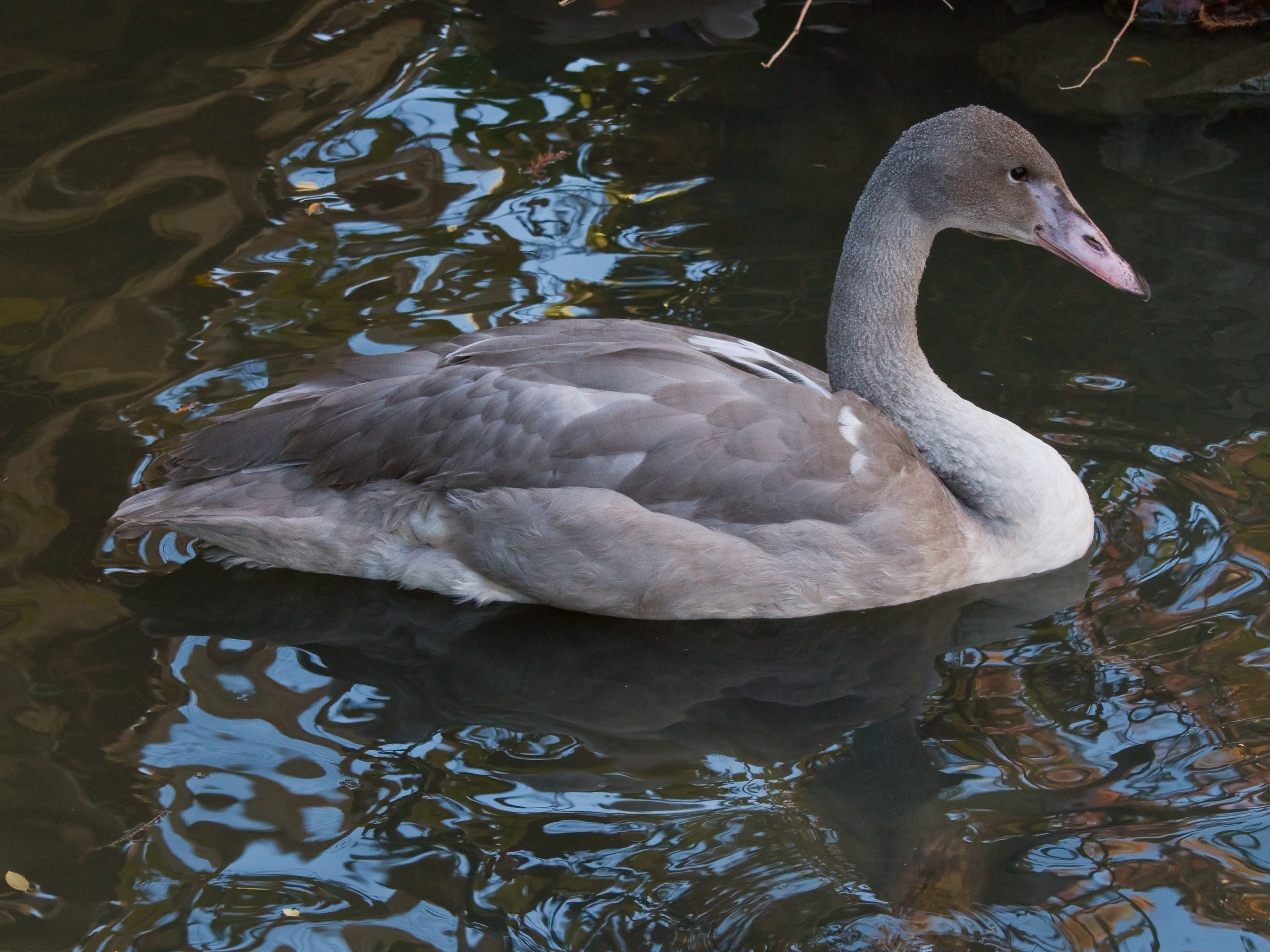
Một con thiên nga kèn đang độ tuổi trưởng thành ở Sở thú Cincinnati.

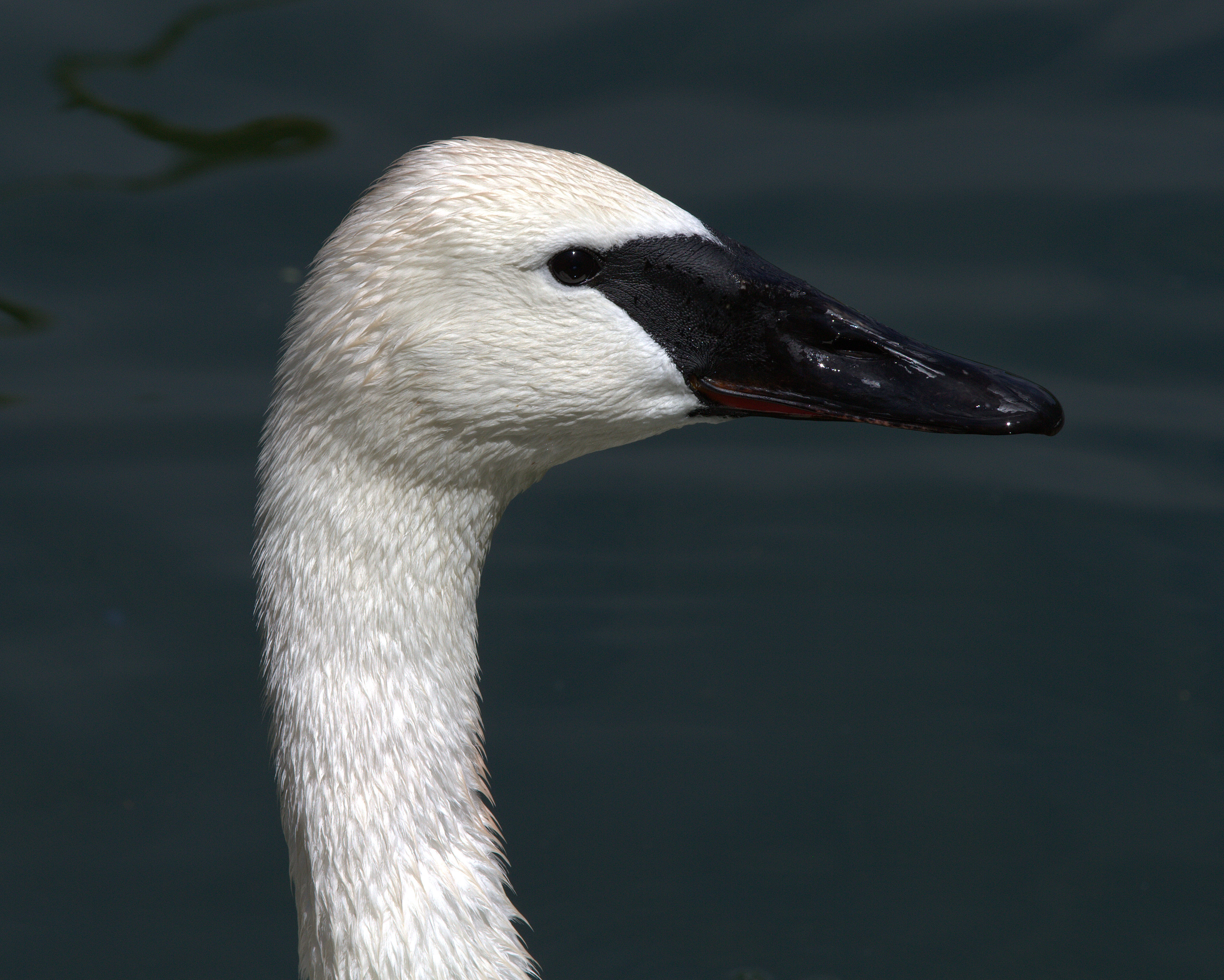
Mỏ màu đen khiến nó dễ phân biệt với loài khác.

Plate 406 trong quyển sách Birds of America của tác giả John James Audubon, mô tả thiên nga kèn.

Thiên nga kèn là loài chim nước lớn nhất còn tồn tại. Cá thể trưởng thành thường có chiều dài 138 đến 165 cm (khoảng 4 ft 6 in đến 5 ft 5 in), mặc dù con đực có thể vượt quá 180 cm (5 ft 11 in) chiều dài. Trọng lượng của thiên nga kèn trưởng thành thường là 7 đến 13,6 kg (15 đến 30 lb). Điều này có thể do sự thay đổi nguồn thực phẩm theo mùa và sự thay đổi do tuổi, trọng lượng trung bình ở con đực là từ 10,9 đến 12,7 kg (24 đến 28 lb) và ở con cái là từ 9,4 đến 10,3 kg (21 đến 23 lb). Đây là một trong những loài chim hoặc động vật có khả năng bay nặng nhất thế giới động vật. Bên cạnh thiên nga trắng (Cygnus olor), bồ nông Dalmatian (Pelecanus crispus), Ô tác Kori (Ardeotis kori) và Thần ưng Andes (Vultur gryphus), đây là một trong số ít loài chim có khối lượng cân nặng vượt quá 10 kg (22 lb) gồm cả đực và cái, một cuộc khảo sát về những thiên nga kèn cho thấy khối lượng trung bình tương ứng của cả hai. Sải cánh của thiên nga kèn dài khoảng từ 185 đến 250 cm (6 ft 1 in đến 8 ft 2 in), với hợp âm cánh có kích thước 60 đến 68 cm (24 đến 27 in). Thiên nga kèn đực có kích thước lớn nhất được biết đến có chiều dài 183 cm (6 ft 0 in), sải cánh 3,1 m (10 ft 2 in) và trọng lượng 17,2 kg (38 lb). Đây là con nặng thứ hai từng được tìm thấy, vì một con thiên nga kèn từng được phát hiện nặng 23 kg (51 lb), nhưng không rõ liệu con thiên nga này có khả năng bay hay không vì khối lượng quá lớn của nó.
Thiên nga kèn trưởng thành có bộ lông hoàn toàn màu trắng. Giống như thiên nga trắng, con non có bộ lông màu hơi xám nhạt và đôi chân màu hồng, chúng có được bộ lông trắng đầy đủ sau khoảng một năm. Giống như loài thiên nga lớn, chúng bơi tư thế thẳng đứng và thường cổ thẳng trong khi bơi. Thiên nga kèn có một cặp mỏ lớn màu đen hình nêm, trong một số ít trường hợp, mỏ có màu hồng cá hồi quanh miệng. Mỏ có chiều dài khoảng 10,5–12 cm (4,1-4,7 in), gấp đôi chiều dài mỏ của một con ngỗng Canada (Branta canadensis) và là chiều dài mỏ dài nhất trong các loài chim nước. Chân có màu hồng xám, mặc dù ở một số con có thể xuất hiện màu vàng xám đến màu đen. Vành chân đo được 10,5 đến 12 cm (4,14,7 in). Loài thiên nga trắng sống ở Bắc Mỹ thì có vành chân nhỏ hơn. Tuy nhiên, nó có thể dễ dàng được phân biệt bằng mỏ màu cam và đặc điểm khác (đặc biệt là cổ, thường cong so với cổ thẳng của thiên nga kèn). Thiên nga trắng thường được tìm thấy ở những khu vực đầm nước gần nơi cư trú của con người, trong khi thiên nga kèn thường chỉ được tìm thấy ở những vùng đất ngập nước nguyên sơ với ít sự xáo trộn do con người gây ra, đặc biệt là khi chúng trong mùa sinh sản. Loài thiên nga nhỏ (C. columbianus) giống với thiên nga kèn nhưng kích thước nhỏ hơn đáng kể. Cổ của một con thiên nga kèn đực có thể dài gấp đôi cổ của một con thiên nga nhỏ. Thiên nga nhỏ có thể được phân biệt rõ hơn bởi vùng lông màu vàng tại khu vực giữa mắt và mũi của nó. Tuy nhiên, một số thiên nga kèn cũng có một số trường hợp như thế; khá nhiều con thiên nga kèn xuất hiện tình trạng leucistic. Phân biệt thiên nga nhỏ và thiên nga kèn từ khoảng cách xa là điều thật sự khó khăn nếu không nhìn gần trực tiếp, nhưng có thể nhận biết nhờ cổ của thiên nga kèn rõ ràng hơn (chiều dài rõ ràng hơn hẳn ngay cả khi thiên nga kèn không đứng hoặc bơi) và mỏ có hình nêm.
Thiên nga kèn có tiếng kêu tương tự như thiên nga lớn và thiên nga nhỏ. Chúng là những sinh vật ồn ào và có phần âm nhạc, tiếng kêu của chúng nghe giống như tiếng kèn Trumpet, vì vậy các nhà khoa học đã đặt tên cho chúng là thiên nga kèn.

## Phạm vi và môi trường sống

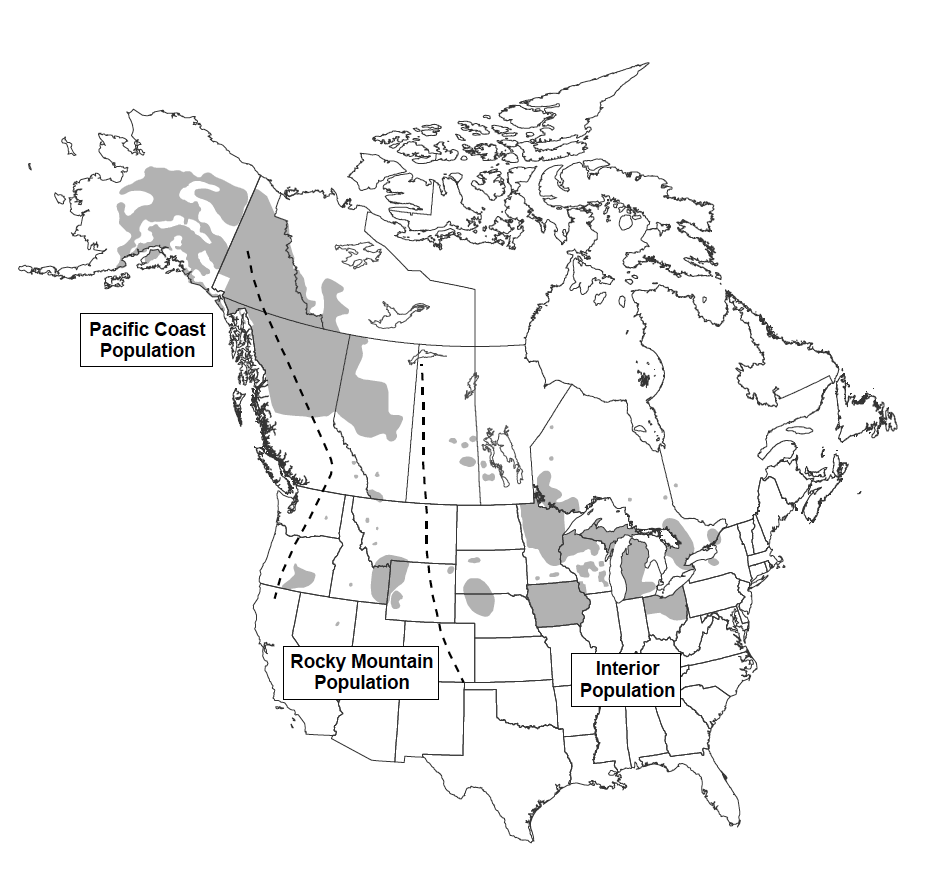
Vị trí gần đúng trong mùa hè của ba quần thể thiên nga kèn ở Bắc Mỹ

Bắt đầu từ năm 1968 cho đến năm 1975, diễn ra các cuộc khảo sát lục địa về thiên nga, và đã khảo sát lần gần nhất là vào năm 2015. Cuộc khảo sát đánh giá loài thiên nga kèn trong toàn bộ phạm vi sinh sản của chúng thuộc ba quần thể được công nhận nằm ở Bắc Mỹ: quần thể Bờ biển Thái Bình Dương (PCP), Dãy núi Rocky (RMP) và Nội địa (IP) (xem Hình). Từ năm 1968 đến năm 2015, số lượng thiên nga kèn đã tăng từ 2.572 lên khoảng 63.016 con, đó là thành công lớn trong việc phục hồi.
Môi trường sinh sản của thiên nga kèn là ao nông lớn, hồ, vùng đất ngập nước nguyên sơ, sông rộng chảy chậm, và đầm lầy ở phía tây bắc và trung tâm Bắc Mỹ, với số lượng lớn nhất các cặp đôi sinh sản được tìm thấy ở Alaska. Chúng thích các vị trí làm tổ có đủ không gian rộng, để từ đó chúng có chúng có thể dễ dàng cất cánh khi bay lên, cũng như có thể dễ dàng kiếm ăn, thích các vị trí nước cạn, không bị ô nhiễm và ít hoặc không có bất kỳ sự xáo trộn nào do con người. Quần thể tự nhiên của loài thiên nga kèn nội địa Mỹ được bổ sung từ bờ biển tây bắc Thái Bình Dương và các phần khác trên lãnh thổ của Hoa Kỳ. Vì các quần thể nội địa được biết đến chúng không có sự di cư.
Vào mùa đông, thiên nga kèn di cư đến vùng phía nam của Canada, phần phía đông của các bang ở tây bắc Hoa Kỳ, đặc biệt là khu vực Hồ Đá Đỏ thuộc Montana, khu vực phía bắc Puget Sound thuộc bang tây bắc Washington; chúng thậm chí còn được tìm thấy xa hơn về phía nam như Pagosa Springs, Colorado. Trong lịch sử, loài này có phạm vi xa về phía nam như tại bang Texas và miền nam California. Ngoài ra, có một mẫu vật trong Bảo tàng Động vật học so sánh ở Cambridge, Massachuetts, bị F.B. Armstrong bắn hạ vào năm 1909 tại Matamoros, Tamaulipas, Mexico. Từ năm 1992, thiên nga kèn đã được tìm thấy ở Arkansas vào cứ mỗi tháng 11 đến tháng 2 trên hồ Magness ngoại vi Heber Springs. Đầu năm 2017, một con thiên nga kèn chưa trưởng thành đã đến cư trú ở sông French Broad ở Asheville, Bắc Carolina, đánh dấu lần đầu tiên nhìn thấy thiên nga kèn ở một phần của tiểu bang này.
Thiên nga kèn cũng đã được nuôi ở một số khu vực của Oregon, nơi chúng chưa bao giờ sinh sống trước đó. Vì vẻ đẹp tự nhiên của chúng, chúng là loài chim nước thu hút những người quan sát chim và những người đam mê động vật hoang dã khác. Chúng cũng được giới thiệu về các loài không bản địa ở các quốc gia phương Tây, ví dụ như thông qua Chương trình Thiên nga kèn (OTSP), nhưng đã gặp phải nhiều chỉ trích, nhưng nhìn chung sự thu hút tại các địa điểm tự nhiên mới được ưu tiên hơn phạm vi sống ban đầu của chúng.

## Chế độ ăn

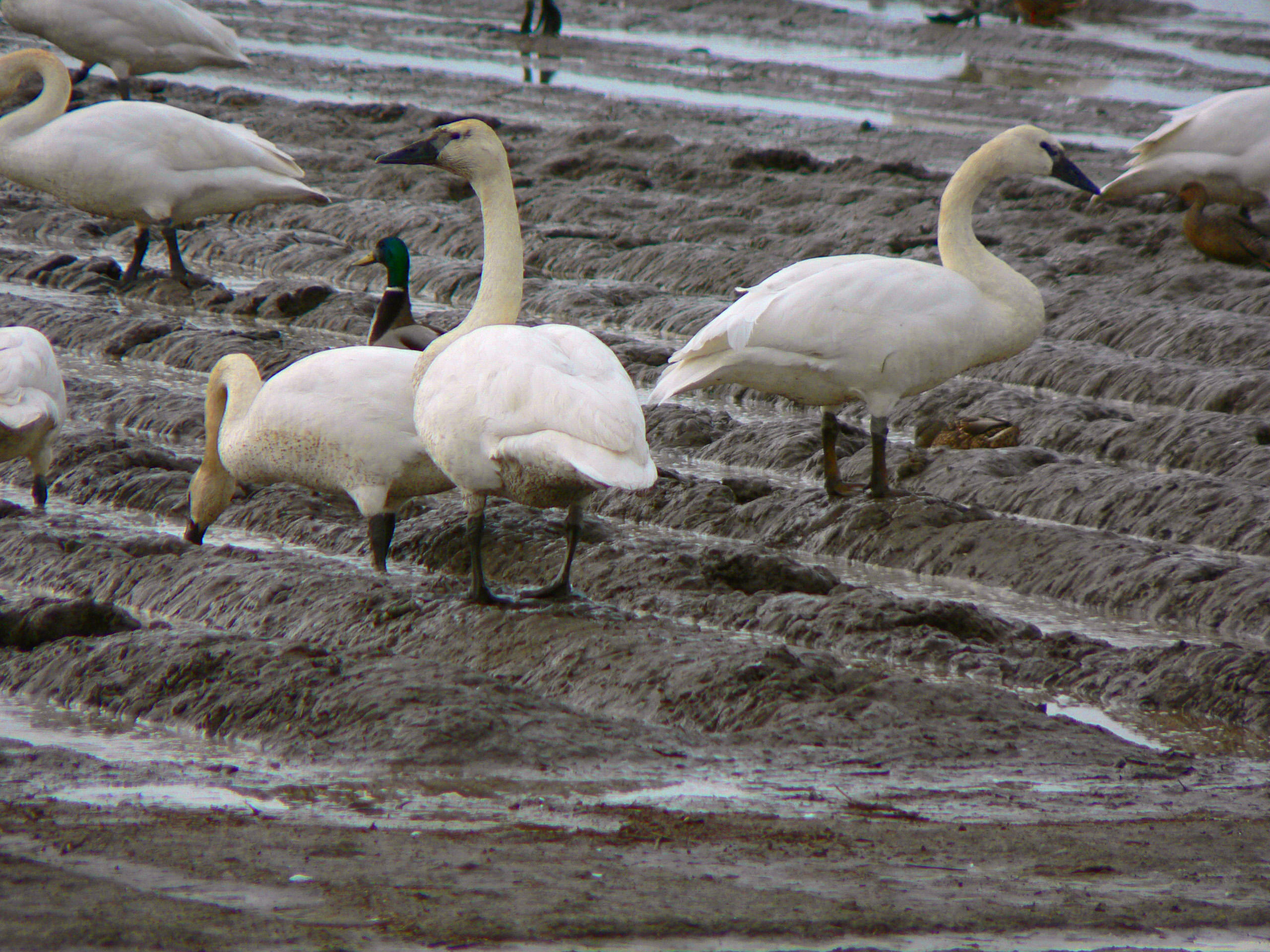
Vào mùa đông, chúng có thể ăn tàn dư cây trồng trên các cánh đồng nông nghiệp, nhưng phổ biến hơn là chúng ăn trong khi bơi.

Thiên nga kèn kiếm ăn trong khi bơi, đôi khi ăn thức ăn nổi hoặc tìm ăn khi lặn hụp. Chế độ ăn gần như hoàn toàn là thực vật thủy sinh. Chúng ăn cả lá và thân của thực vật ngập nước, hoặc thực vật nổi. Chúng đào vào chất nền bùn dưới nước để lấy rễ và củ. Vào mùa đông, thiên nga kèn ăn cỏ và ngũ cốc trên các cánh đồng. Chúng thường kiếm ăn vào ban đêm cũng như ban ngày. Hoạt động ăn và trọng lượng của chúng thường đạt đỉnh vào mùa xuân khi chúng chuẩn bị cho mùa sinh sản. Con nhỏ ban đầu ăn cả côn trùng, cá nhỏ, trứng cá và động vật giáp xác nhỏ trong chế độ ăn uống của chúng, cung cấp thêm protein và thay đổi chế độ ăn gốc thực vật trong vài tháng đầu.

## Giao phối và sinh sản

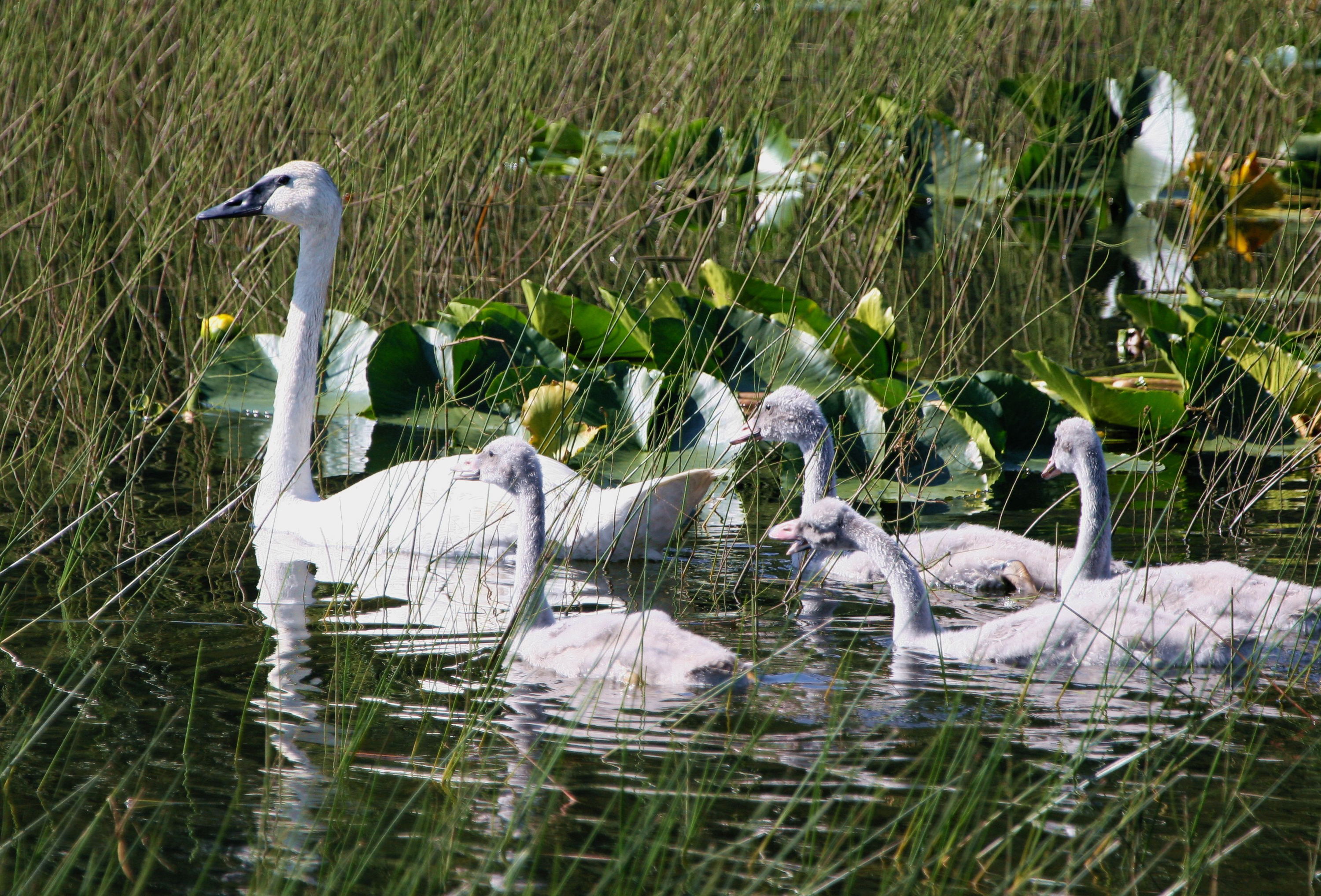

Giống như những con thiên nga khác, thiên nga kèn thường giao phối suốt đời và cả bố mẹ đều tham gia nuôi con non, nhưng chủ yếu là con cái ấp trứng. Hầu hết các cặp giao phối khi đạt 5 đến 7 tuổi, mặc dù một số cặp đến khi chúng gần 20 tuổi. "Ly dị" đã được biết đến giữa các loài chim, trong trường hợp đó, bạn tình sẽ độc thân ngay trong các mùa sinh sản. Thỉnh thoảng, nếu bạn đời của một con chết, một con thiên nga đực có thể không cặp lại với bất kỳ con cái nào trong suốt quãng đời còn lại của nó. Hầu hết việc đẻ trứng xảy ra vào giữa tháng Tư và tháng Năm. Con cái có thể đẻ 3 - 12 quả trứng, mức trung bình là 4 đến 6 quả trong một tổ bằng các vật liệu thực vật trên một hòn đảo nhỏ, tổ hải ly châu Mỹ hoặc chuột xạ hương, hoặc một nền tổ là một đám thực vật nổi. Cùng một vị trí có thể được sử dụng trong vài năm và cặp thiên nga kèn cùng xây dựng tổ. Tổ bao gồm một nhúm cỏ lớn và các thảm thực vật thủy sinh khác, có đường kính từ 1,2 đến 3,6 m (3,9 đến 11,8 ft), tổ được sử dụng nhiều lần. Trứng trung bình rộng 73 mm (2,9 in), dài 113,5 mm (4,5 in) và nặng khoảng 320 gram (11,3 oz). Những quả trứng này lớn nhất trong số các loài chim bay còn sống hiện nay, chúng có kích thước và khối lượng lớn hơn khoảng 20% so với trứng của Thần ưng Andes (Vultur gryphus), đạt trọng lượng trung bình của con trưởng thành tương tự, và nặng hơn gấp đôi so với trọng lượng của trứng Ô tác Kori (Ardeotis kori). Thời gian ấp trứng là 32 đến 37 ngày, do con cái ấp mặc dù đôi khi cũng do con đực. Con non có thể bơi trong vòng hai ngày sau khi nở và thường có khả năng tự kiếm ăn sau thời gian nhiều nhất là hai tuần. Giai đoạn trước khi có thể bay dài khoảng từ 3 đến 4 tháng. Trong thời gian làm tổ, thiên nga kèn tấn công và quấy rối lãnh thổ các động vật khác, bao gồm cả tấn công tổ của loài khác.
Con trưởng thành trải qua một sự thay đổi lớn vào mùa hè, thời điểm đó chúng tạm thời bị mất lông bay. Con cái sau khi nở có thể bay trong khi con đực chỉ có thể sau khoảng một tháng, thời điểm này con cái đã hoàn thành việc thay lông mới.

## Tỷ lệ tử vong
Trong điều kiện nuôi nhốt, các thành viên của loài này sống đến 33 tuổi, trong tự nhiên sống đến ít nhất 24 năm. Những con thiên nga nhỏ có ít nhất 40% cơ hội sống sót do sự xáo trộn và phá hủy môi trường sống do con người, hoặc bị săn mồi, lũ lụt và chết đói. Tuy nhiên, ở một số khu vực, tỷ lệ thành công trong việc nuôi lớn là đáng kể. Tỷ lệ tử vong ở con trưởng thành khá thấp, với tỷ lệ sống sót thường là 80-100% hàng năm, trừ khi chúng bị con người săn bắn. Những kẻ săn mồi trứng thiên nga kèn bao gồm quạ thường (Corvus corax), gấu mèo (Procyon lotor), sói (Gulo gulo), gấu đen Bắc Mỹ (Ursus americanus), gấu nâu (Ursus arctos), sói đồng cỏ (Canis latrans), sói xám (Canis lupus), báo sư tử (Puma concolor), và rái cá sông Bắc Mỹ (Lontra canadensis). Vị trí tổ có thể bảo vệ một phần con non khỏi hầu hết các loài săn mồi là động vật có vú, đặc biệt nếu được đặt trên đảo hoặc thảm thực vật nổi ở vùng nước sâu. Hầu hết các loài săn mồi khác tấn công tổ thiên nga kèn là rùa Chelydra serpentina (Chelhydra serpentina), mòng biển California (Larus californicus), cú sừng (Bubo virginianus), cáo đỏ (Vulpes vulpes) và chồn nâu châu Mỹ (Mustela vison). Tổ hiếm khi bị tấn công bởi đại bàng vàng (Aquila chrysaetos), linh miêu đuôi cộc (Lynx rufus), chó sói hay sói xám. Khi trứng và con non của chúng bị đe dọa, bố mẹ có thể khá hung dữ, ban đầu phô ra cái đầu bồng bềnh và rít lên dữ dội. Nếu điều này là không đủ xua đuổi kẻ thù, những con trưởng thành sẽ chiến đấu với kẻ săn mồi, vùi dập kẻ thù bằng đôi cánh mạnh mẽ và cắn chúng bằng mỏ; con lớn đã tìm cách giết những kẻ săn mồi bằng trọng lượng của mình trong các cuộc đối đầu. Việc thiên nga trưởng thành không làm tổ là hiếm; vì chúng có thể bị săn bởi đại bàng vàng và đại bàng đầu trắng, nhưng những trường hợp này là rất ít. Hình ảnh về một cuộc tấn công đặc biệt của một con đại bàng đầu trắng vào một con thiên nga trưởng thành trong khi bay đã được chụp vào năm 2008, mặc dù con thiên nga vẫn sống sót sau nỗ lực săn mồi của kẻ thù.

## Tình trạng bảo tồn

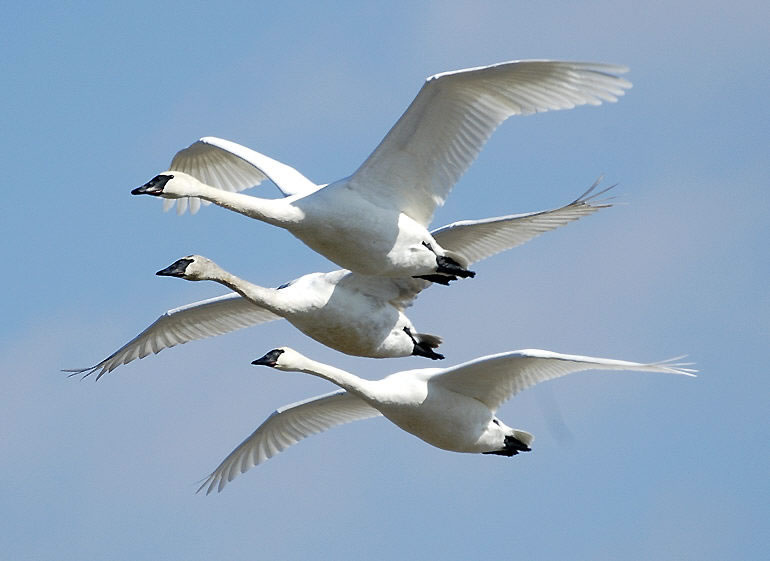
Ảnh chụp ba con thiên nga kèn đang bay ở Missouri

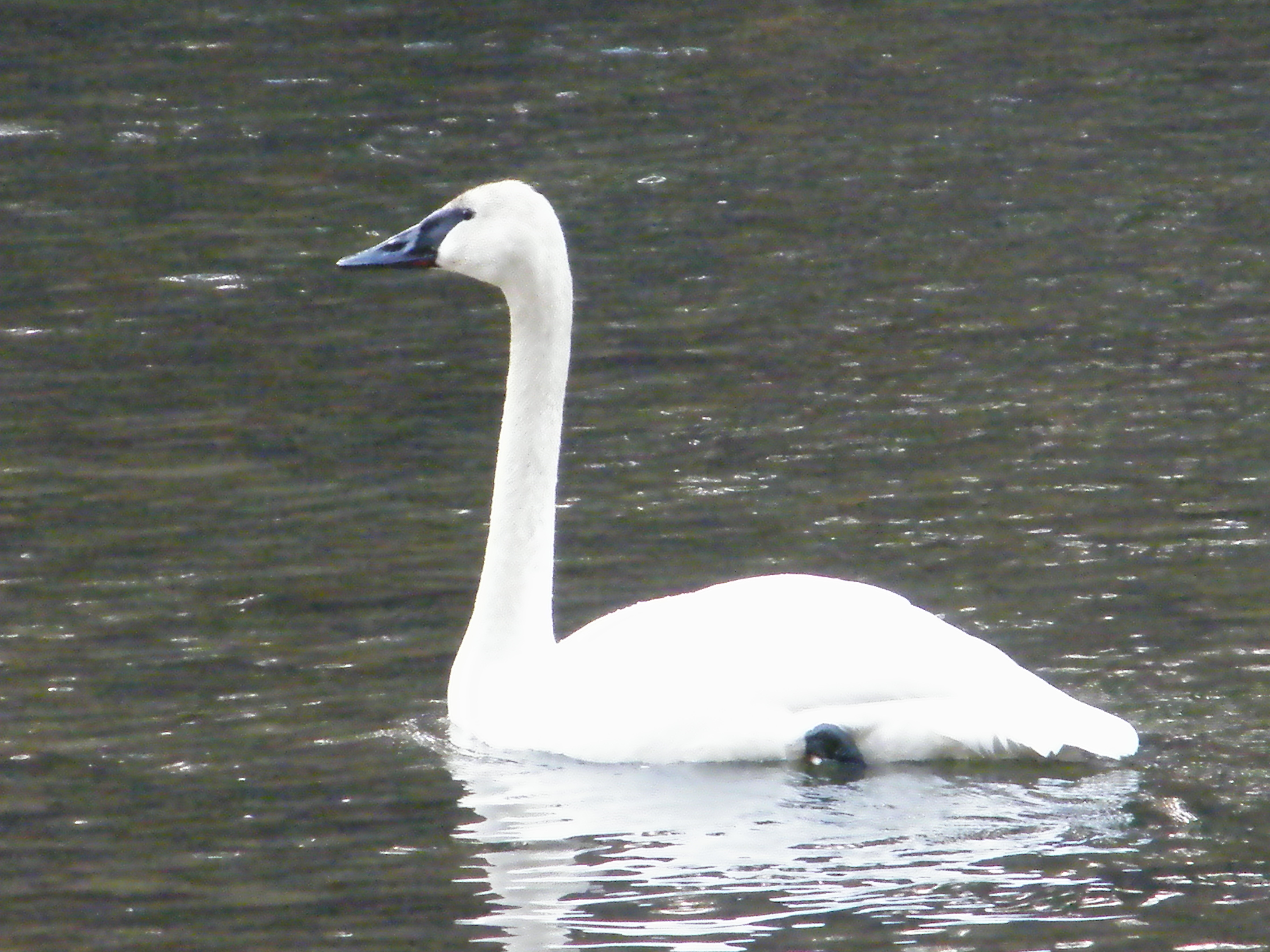
Một con thiên nga kèn ở British Columbia

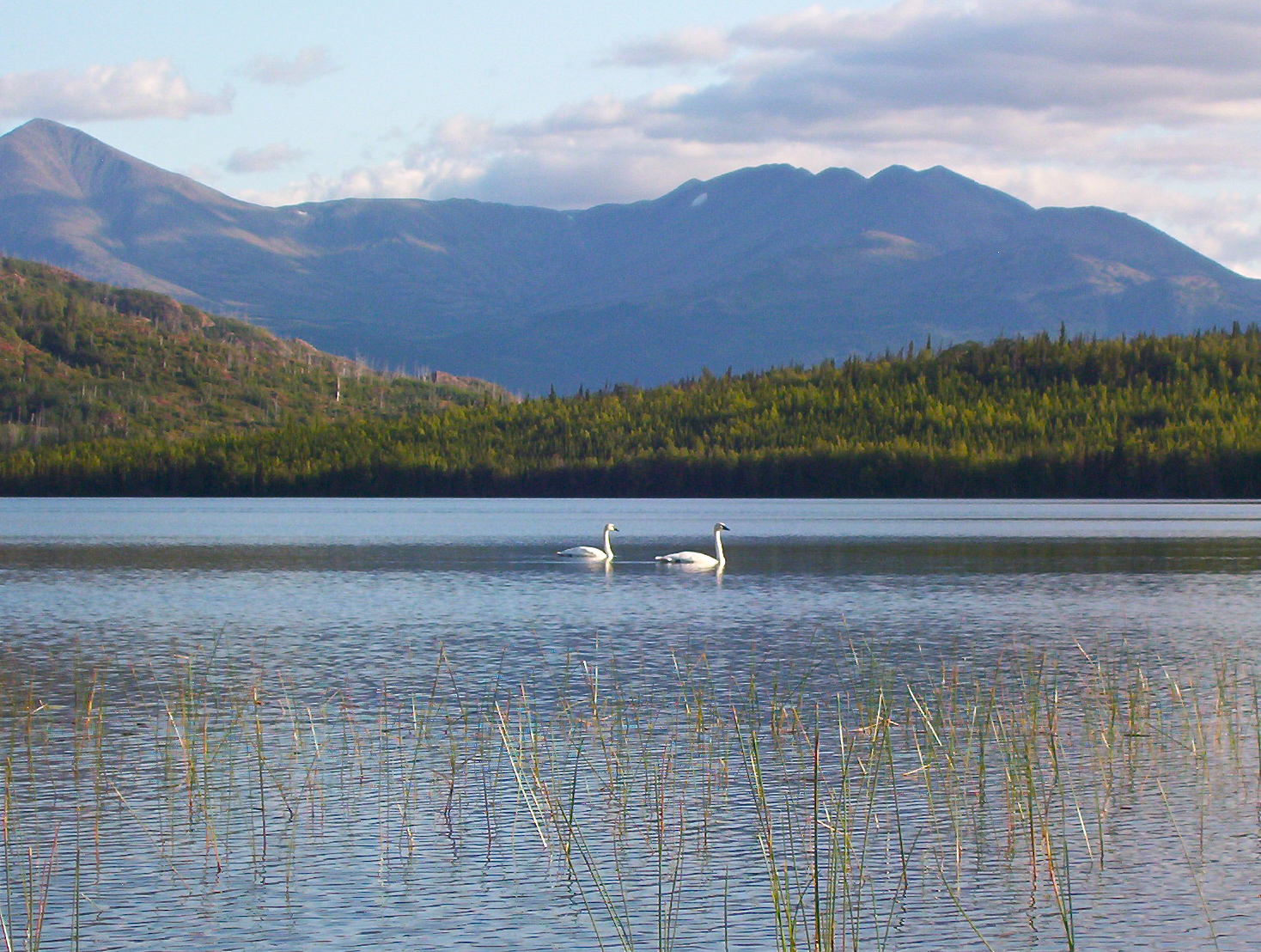
Cặp giao phối trên hồ, tại Khu bảo tồn động vật hoang dã quốc gia Kenai, Alaska.

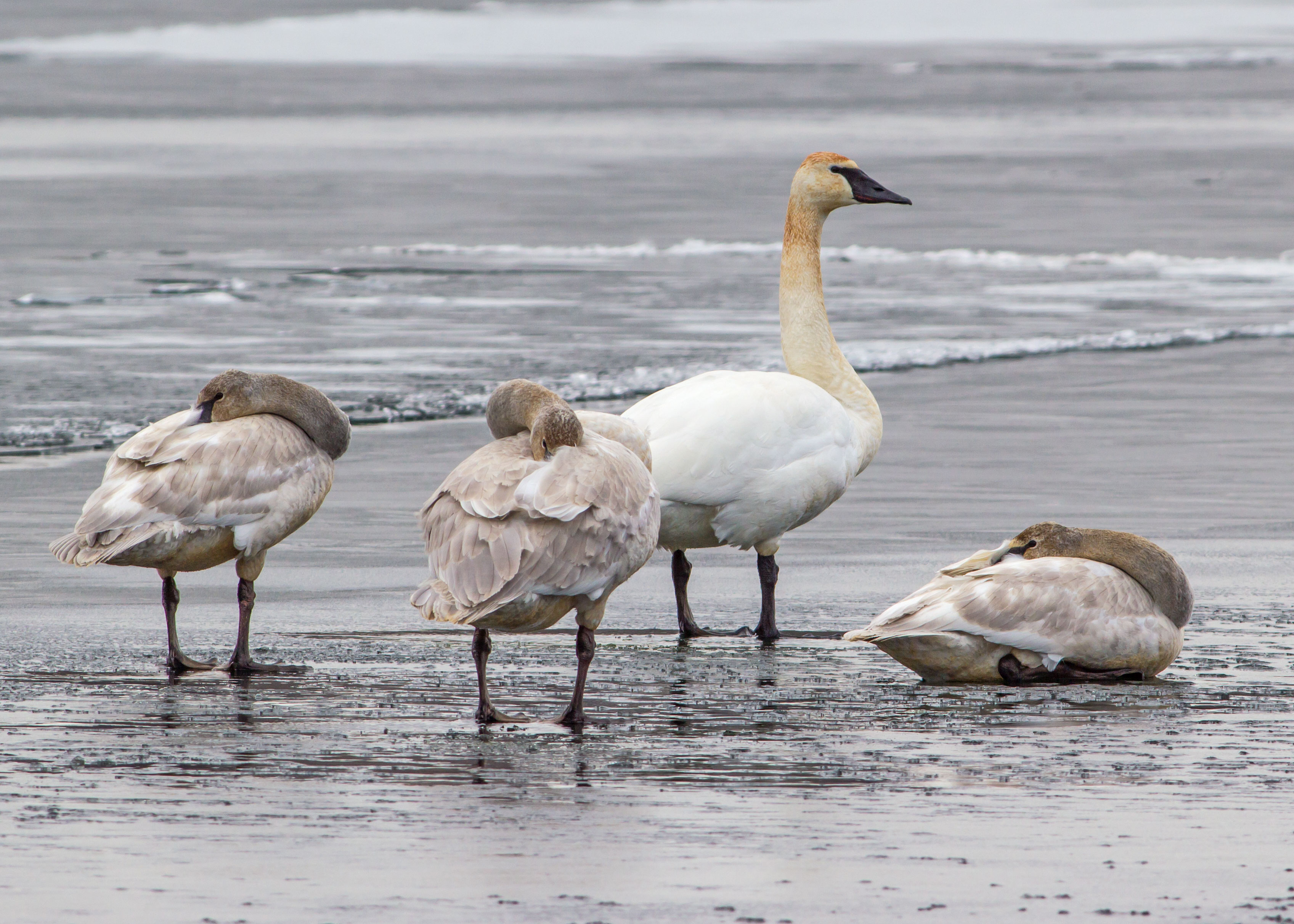
Những con thiên nga trưởng thành và ba con chưa trưởng thành trên bờ hồ Woods, gần Oyama, British Columbia

### Gần như tuyệt chủng và được tái khám phá ở Alaska
Trong thế kỷ 19 và đầu thế kỷ 20, thiên nga kèn đã bị săn lùng ráo riết, vì săn bắn tiêu khiển hay làm thịt, những con thiên nga còn được sử dụng nhào bột, lông của chúng cũng được sử dụng. Loài này nhạy cảm một cách bất thường với ngộ độc chì khi ăn phải đạn chì khi còn nhỏ. Công ty Vịnh Hudson bắt hàng ngàn thiên nga kèn hàng năm với tổng số 17.671 thiên nga bị giết từ 1853 đến 1877. Năm 1908, Edward Preble viết về sự suy giảm của chúng bởi săn bắn để bán hàng năm giảm từ 1.312 trong 1854 đến 122 con năm 1877. John Richardson đã viết vào năm 1831 rằng thiên nga kèn "là thiên nga phổ biến nhất trong nội địa của các quận cung cấp lông... thiên nga kèn với số lớn lông của chúng được buôn bán bởi Công ty Vịnh Hudson." Vào đầu thế kỷ XX, những con thiên nga kèn gần như tuyệt chủng ở Hoa Kỳ, với số lượng còn lại ít hơn 70 con hoang dã, chủ yếu chúng sống tại các suối nước nóng ở gần Công viên Quốc gia Yellowstone. Tin tức đáng ngạc nhiên về một cuộc khảo sát trên không vào năm 1950 trên sông Copper ở Alaska đã phát hiện ra hàng ngàn con thiên nga kèn. Quần thể này đã cung cấp nguồn gen quan trọng để bổ sung cho quần thể ba bang (Montana / Idaho / Wyoming) giúp phục hồi lại số lượng của chúng.

### Phạm vi lịch sử
Năm 1918, Joseph Grinnell đã viết rằng những con thiên nga kèn đã từng có phạm vi sống ở Bắc Mỹ từ tây bắc Indiana đến Oregon và tại Canada kéo dài từ vịnh James đến Yukon, chúng thường di cư đến tận phía nam các bang Texas và miền nam California. Năm 1960, Winston E. Banko cũng xác định phạm vi sinh sản của chúng ở tận phía nam tại bang Nebraska, Missouri, Illinois, tây bắc Indiana, nhưng ở Michigan đã chuyển ranh giới sinh sống về phía bắc, đặt một ranh giới phía đông giả định xuyên qua Ontario đến phía tây Quebec và bờ phía đông của Vịnh James. Năm 1984, Harry G. Lumsden xác định rằng thiên nga kèn có thể đã bị tuyệt chủng từ phía đông Canada bởi người bản xứ trước khi có sự xuất hiện của các nhà thám hiểm châu Âu và ghi nhận các di vật khảo cổ của thiên nga kèn khá xa về phía đông tại Port au Choix, Newfoundland có niên đại 2.000 TCN. Ông trích dẫn hồ sơ quan sát lịch sử về thiên nga kèn giống như báo cáo tháng Tám của Father Hennepin về thiên nga trên sông Detroit từ hồ St Clair đến hồ Erie vào năm 1679 và báo cáo của Antoine de la Mothe Cadillac năm 1701 về thiên nga (23 tháng 7 - 8 tháng 10) trong cùng một khu vực: "Có một số lượng lớn những con thiên nga đến nỗi chúng có thể bị bắt để làm hoa huệ." Ở miền đông Hoa Kỳ, phạm vi sinh sản có khả năng mở rộng đến Bắc Carolina theo báo cáo chi tiết của John Lawson (1701) ghi chú rằng "thiên nga có hai loại, chúng ta gọi là Kèn... Đây là loại lớn nhất chúng ta có... khi mùa xuân đến, chúng bay đến các hồ để sinh sản" so với " Loại thiên nga lớn số lượng chúng ít hơn."

### Phục hồi lại
Những nỗ lực ban đầu để phục hồi thiên nga kèn trở lại số lượng ban đầu của chúng, đồng thời mở các quần thể sống ở khu vực khác đã thành công khiêm tốn, vì môi trường sống thích hợp đã bị thu hẹp và những con thiên nga kèn được thả không thực hiện di cư. Gần đây, số lượng của 3 quần thể chính đã cho thấy sự tăng trưởng bền vững trong giai đoạn ba mươi năm qua. Dữ liệu từ Dịch vụ Cá và Động vật hoang dã Hoa Kỳ cho thấy mức tăng trưởng 400% trong giai đoạn đó, với dấu hiệu tăng tốc độ tăng trưởng theo thời gian.
Một trở ngại cho sự phát triển của quần thể thiên nga kèn xung quanh Ngũ Đại Hồ là sự hiện diện của một quần thể thiên nga trắng Á-Âu không phải là loài bản địa đang cạnh tranh môi trường sống.

### Alberta
Một trong những địa điểm bảo tồn lớn nhất cho thiên nga kèn nằm ở Công viên tỉnh Lois Hole. Nó nằm liền kề với phân khu Trumpeter được đổi tên thành Edmonton, Alberta trong Hồ Lớn.

### Michigan
Joe Johnson, một nhà sinh vật học của WK Kellogg Bird Sanctuary, làm việc tại Trạm sinh học Kellogg thuộc Đại học Bang Michigan bắt giữ thiên nga kèn từ Alaska để dùng tái phục hồi quần thể loài tại Michigan vào đầu vào năm 1986. Số lượng đã phát triển và tăng trưởng hữu cơ đến 756 con vào năm 2015. Những con thiên nga bản địa đã được hưởng lợi từ việc loại bỏ những con thiên nga trắng không bản địa của Bộ Tài nguyên thiên nhiên Michigan bắt đầu vào những năm 1960, với sự suy giảm từ 15.000 con thiên nga trắng năm 2010 xuống còn 8.700 vào năm 2015.

### Minnesota
Kể từ năm 2013, thiên nga kèn không còn được liệt kê là loài bị đe dọa ở bang Minnesota.

### Ontario
Nhóm phục hồi thiên nga ở Ontario bắt đầu một dự án bảo tồn vào năm 1982, sử dụng trứng thu thập trong tự nhiên. Thiên nga kèn trưởng thành cũng đã được lấy từ tự nhiên. Kể từ đó, 584 con chim đã được thả ra ở Ontario. Mặc dù nhiễm độc chì trong tự nhiên từ các viên đạn chì, nhưng triển vọng phục hồi được coi là tốt.

### Công viên quốc gia Yellowstone
Tính đến năm 2018, chỉ còn hai cặp thiên nga trong công viên. Loài đã không được nhân giống trong nhiều năm. Các nhà khoa học cho rằng sự mất mát trong số lượng thiên nga kèn tại công viên là do mất tổ và nơi làm tổ vì tình trạng lũ lụt do biến đổi khí hậu.